# Piegaferro
La piegaferro è un utensile/macchina utilizzato dai meccanici e in edilizia dai presagomatori, per piegare le barre di ferro ed il tondo per cemento armato.

## Descrizione
Questa macchina è costituita da un rotore caratterizzato da due cilindri posti affiancati, di cui uno centrato e uno decentrato e uno statore.

## Funzionamento
Il rotore compie delle rotazioni alternative secondo l'impostazione dei finecorsa, il ferro posto sullo statore e tra i due cilindri del rotore, viene piegato dalla rotazione di questo rotore.
Il ferro si piega attorno al cilindro centrale, dato che lo statore tiene il ferro da un lato e il cilindro eccentrico fa forza solo sulla parte del ferro vicino al cilindro centrale, lasciando libero la restante parte.

## Regolazioni
Il cilindro centrale può essere di diverso diametro per determinare la raggiatura della curva, il cilindro eccentrico può essere fatto scorrere lungo il raggio e lo statore può essere fatto scorrere lungo una retta.
La rotazione può essere determinata dai finecorsa che vengono posti attorno al rotore.